# Helena Raszka
Helena Raszka (ur. 24 stycznia 1930 w Bydgoszczy, zm. 17 maja 2016 w Szczecinie)  – polska poetka.

## Życiorys
Studiowała filologię polską na Uniwersytecie Wrocławskim. Od 1951 roku mieszkała w Szczecinie w dzielnicy Pogodno przy ulicy Żwirki i Wigury. Debiutowała jako poetka w 1956 roku na łamach tygodnika „Ziemia i Morze”.  
Od 2015 roku jej imieniem nazwana jest Szkoła Podstawowa nr 7 w Szczecinie. 
Pochowana została na cmentarzu Centralnym w Szczecinie (kwatera 20E). 

## Twórczość
- Okruchy bursztynu (1959)
- Inny kraj (1962)
- Bliżej dna (1965)
- Portret zdziwiony sobą (1966)
- Liczba pojedyncza (1970)
- Miłość (1981)
- Liczba mnoga (1982)
- Biała Muzyka (1994)
- Wybrane wiersze (1996)
- Na poboczu (2000)
- Korzeń i skała (2000)
- Głosy w przestrzeni (2011)
- Imię własne (2011)

## Nagrody i odznaczenia
- 1957 – II nagroda na konkursie Wojewódzkiej Rady Narodowej w Szczecinie za zbiory wierszy Słowa najcichsze i Okruchy bursztynu
- 1961 – wyróżnienie na Kłodzkiej Wiośnie Poetyckiej
- 1965 – nagroda „Pióra” w konkursie Zrzeszenia Studentów Polskich i Klubu Studentów Wybrzeża „Żak” w Gdańsku dla tomiku Bliżej dna
- 1996 – Nagroda Artystyczna Miasta Szczecina
- 2010 – Brązowy Medal „Zasłużony Kulturze Gloria Artis”[4]
- 2012 - nominacja do Nagrody Poetyckiej im. K.I. Gałczyńskiego - Orfeusz za tomik Głosy w przestrzeni[5]